# Microtus guentheri
Microtus guentheri là một loài động vật có vú trong họ Cricetidae, bộ Gặm nhấm. Loài này được Danford & Alston mô tả năm 1880.

## Hình ảnh

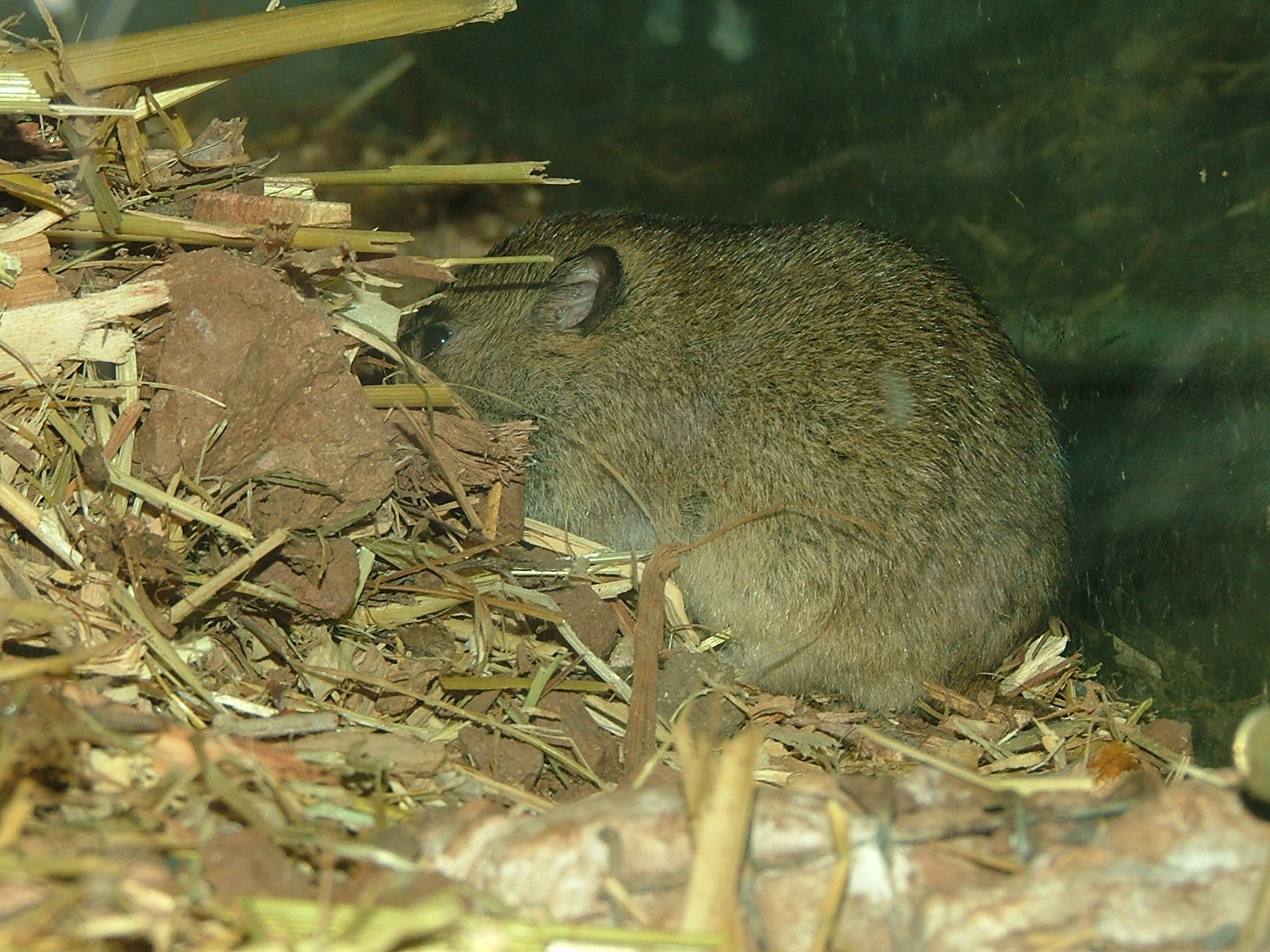
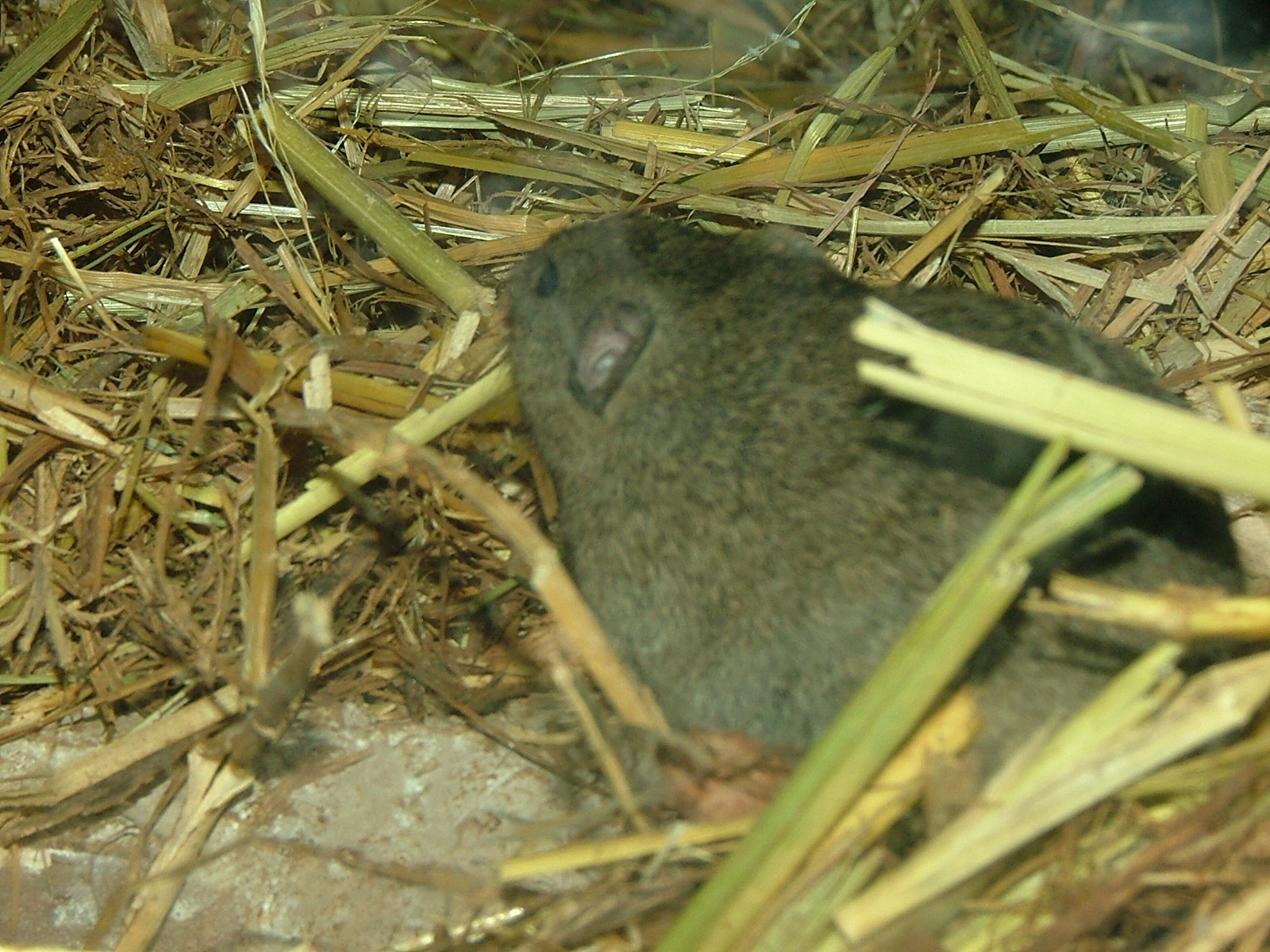
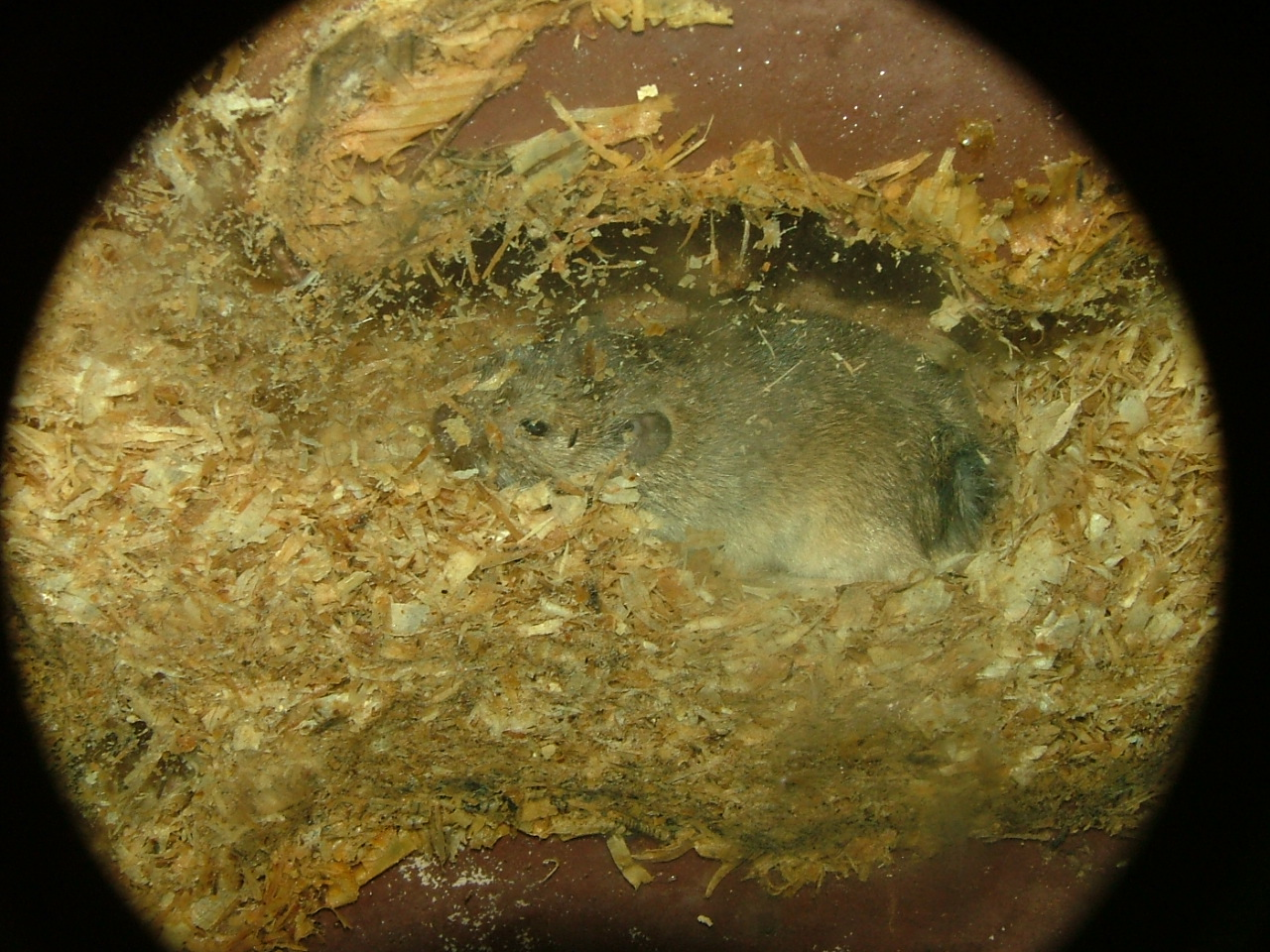